# Plonéis
Plonéis är en kommun i departementet Finistère i regionen Bretagne i västra Frankrike. Kommunen ligger i kantonen Plogastel-Saint-Germain som tillhör arrondissementet Quimper. År 2022 hade Plonéis 2 405 invånare.

## Befolkningsutveckling
Antalet invånare i kommunen Plonéis
Referens:INSEE